# George West, V conte De La Warr
George West, V conte De La Warr (26 ottobre 1791 – 23 febbraio 1869), è stato un nobile e politico britannico.

## Biografia
Era l'unico figlio maschio di John West, IV conte De La Warr, e di sua moglie, Catherine Leijel, figlia di Henrik Leijel, un nobile svedese.
Successe al padre nella contea nel 1795, all'età di tre anni. Studiò alla Harrow School e al Brasenose College.

## Carriera politica
Servì come Lord Ciambellano (1841-1846 e 1858-1859) durante il governo di Sir Robert Peel e Lord Derby. Nel 1841 fece parte del consiglio privato.

## Matrimonio
Sposò, il 21 giugno 1813, Lady Elizabeth Sackville (11 agosto 1795-9 gennaio 1870), figlia di John Sackville, III duca di Dorset. Ebbero nove figli:
- George Sackville, visconte Cantelupe (1814-1850);
- Charles Sackville-West, VI conte De La Warr (1815-1873);
- Reginald Sackville, VII conte De La Warr (1817-1896);
- Lady Elizabeth Sackville-West (1818-1897), sposò Francis Russell, IX duca di Bedford, ebbero quattro figli;
- Mortimer Sackville-West, I barone Sackville (1820-1888);
- Lady Mary Catherine (1824-1900), sposò in prime nozze James Gascoyne-Cecil, II marchese di Salisbury ed ebbero cinque figli, sposò in seconde nozze Edward Stanley, XV conte di Derby, non ebbero figli;
- Lionel Sackville-West, II barone Sackville (1827-1908);
- Lord William Sackville-West (1830-1905), sposò Georgina Dodwell, ebbero cinque figli;
- Lady Arabella Diana Sackville-West (1835-1869), sposò Sir Alexander Bannerman, IX Baronetto, ebbero una figlia.

## Morte
Morì il 23 febbraio 1869, all'età di 77 anni.